# Коронини-Кронберг, Иоганн Баптист
Граф Иоганн Баптист Коронини-Кронберг (нем. Johann Baptist Coronini-Cronberg; 19 ноября 1794, Винковци, Королевство Славония, Габсбургская монархия (ныне Хорватия) — 26 июля 1880, замок близ Винковци, Австро-Венгрия) — австрийский военачальник, фельдцейхмейстер, государственный деятель, императорский и королевский камергер, тайный советник, военный и гражданский губернатор Кронланда Воеводства Сербия и Темешварского баната, затем Бан Хорватии (28 июля 1859 года по 19 июня 1860).

## Биография

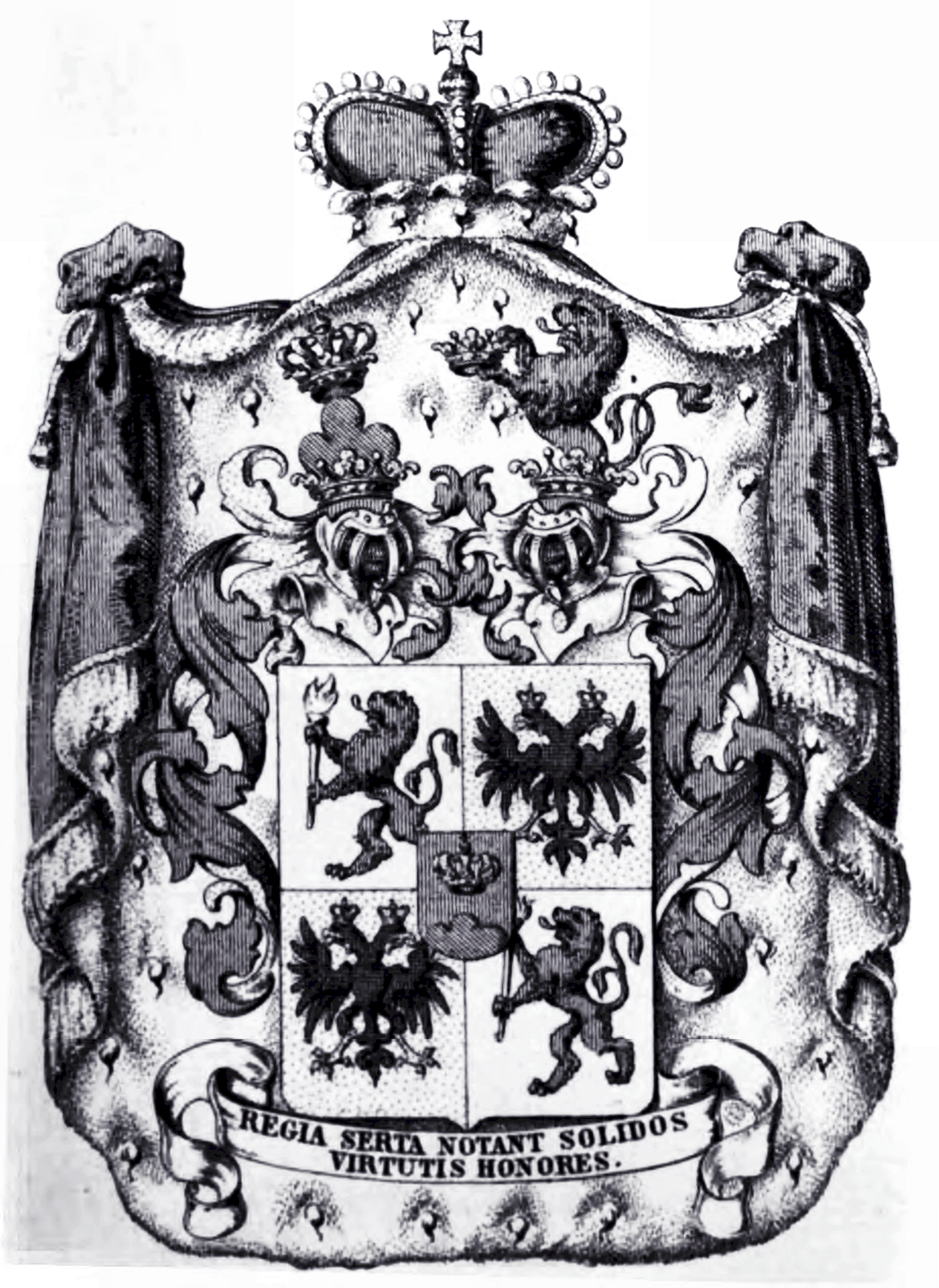
Герб графа Коронини-Кронберга

В 1813 году вступил кадетом в австрийские вооружённые силы. Служил в итальянском фрайкоре, с 1824 года — на службе в армии Моденского герцогства, позже, снова на службе Габсбургской монархии.
С 1836 года был канцлером при эрцгерцоге Франце Карле Австрийском, воспитатель его старшего сына, впоследствии императора Франца Иосифа I. В 1837 г. стал майором, в 1843 г. — полковником.
В 1848 году в чине генерал-майора командовал бригадой в Южном Тироле. В 1849 году — Фельдмаршал-лейтенант.
В 1850 году назначен военным и гражданским губернатором Кронланда Воеводства Сербия и Темешварского баната.
Почётный командир Императорского и Королевского 6-го пехотного полка (с 1851), председатель Комиссии по реформе военных училищ. В 1854—1856 годах командовал корпусом, который Австрия разместила на турецко-российской границе во время Крымской войны и оккупировала Валахию.
С 28 июля 1859 по 19 июня 1860 года – Бан Хорватии. Сменил на этом посту Йосипа Елачича.
Отец государственного деятеля Франца Коронини-Кронберга.

## Награды
- Орден Золотого руна
- Орден Железной короны I степени
- Большой крест Австрийского ордена Леопольда
- Большой крест Королевского венгерского ордена Святого Стефана
- Крест «За военные заслуги» (Австро-Венгрия) 3-й степени
- В честь его названа коммуна в Румынии - Коронини.